# Cicadula clypeata
Cicadula clypeata är en insektsart som beskrevs av Melichar 1904. Cicadula clypeata ingår i släktet Cicadula och familjen dvärgstritar. Inga underarter finns listade i Catalogue of Life.